# Celeryville (Ohio)
Celeryville es un lugar designado por el censo ubicado en el condado de Huron en el estado estadounidense de Ohio. En el Censo de 2010 tenía una población de 210 habitantes y una densidad poblacional de 157,13 personas por km².

## Geografía
Celeryville se encuentra ubicado en las coordenadas 41°1′43″N 82°43′38″O / 41.02861, -82.72722. Según la Oficina del Censo de los Estados Unidos, Celeryville tiene una superficie total de 1.34 km², de la cual 1.34 km² corresponden a tierra firme y (0%) 0 km² es agua.

## Demografía
Según el censo de 2010, había 210 personas residiendo en Celeryville. La densidad de población era de 157,13 hab./km². De los 210 habitantes, Celeryville estaba compuesto por el 96.67% blancos, el 0% eran afroamericanos, el 0% eran amerindios, el 0% eran asiáticos, el 0% eran isleños del Pacífico, el 1.9% eran de otras razas y el 1.43% pertenecían a dos o más razas. Del total de la población el 5.71% eran hispanos o latinos de cualquier raza.